# یاکاجیک—عدنان قهوه‌چی (متروی استانبول)
یاکاجیک—عدنان قهوه‌چی (انگلیسی: Yakacık—Adnan Kahveci) یکی از ایستگاه‌های خط ام۴ متروی استانبول است.
این ایستگاه که در منطقه کارتال قرار دارد در سال ۲۰۱۶ تأسیس شده‌است.